# 天野邦彦
天野 邦彦（あまの くにひこ）は、日本の国土交通技官、土木工学者。博士（工学）、土木学会認定特別上級土木技術者（流域・都市）。国土交通省国土技術政策総合研究所所長を経て、河川財団河川総合研究所所長。

## 人物・経歴
1985年京都大学工学部土木工学科卒業。1987年京都大学大学院工学研究科土木工学専攻修了、建設省⼊省、土木研究所ダム部⽔資源開発研究室研究員。1998年博士（工学）。2003年⼟⽊研究所⽔循環研究グループ河川⽣態チーム上席研究員。2009年国土交通省国土技術政策総合研究所環境研究部河川環境研究室室⻑。2012年国⼟交通省中部地方整備局浜松河川国道事務所所⻑。2016年国⼟交通省国⼟技術政策総合研究所河川研究部⻑。2019年国土技術政策総合研究所研究総務官。2020年国土技術政策総合研究所長。2021年河川財団河川管理技術政策研究センター長。2022年河川財団河川総合研究所所長、応用生態工学会幹事長。

## 著作

### 監修
- 河川環境目標検討委員会編『川の環境目標を考える : 川の健康診断』（中村太士, 辻本哲郎と共同監修）技報堂出版 2008年

### 翻訳
- 『水環境と生態系の復元 : 河川・湖沼・湿地の保全技術と戦略』（浅野孝, 大垣眞一郎, 渡辺義公監訳, 田中宏明, 吉谷純一と共訳）技報堂出版 1999年